# 1996 PW
1996 PW — астероид из группы дамоклоидов, открытый 9 августа 1996 года на Гавайях в ходе проекта NEAT.
1996 PW имеет очень вытянутую (почти параболическую) орбиту, характерную для комет, но ни комы, ни хвоста у него не было обнаружено. В афелии он в 226 раз дальше от Солнца, чем в перигелии. 1996 PW прошёл перигелий 8 августа 1996 года. Среднее расстояние от Солнца — 270,16 а. е., период обращения вокруг Солнца около 4,5 тысяч лет. Абсолютный блеск — 14,0. Возможно, данный объект попал во внутреннюю область Солнечной системы из Облака Оорта. Другая группа учёных выяснила, что объект 1996 PW имеет размер 4—8 км и красный цвет, как у кометы C/2014 S3, спектр которой оказался похож на спектры астероидов класса S.